# Tower of Memories
Der Tower of Memories (Turm der Erinnerungen) ist ein Mausoleum auf dem Crown Hill Cemetery in Jefferson County, Colorado, USA. Das siebenstöckige Gebäude ist 48,16 m hoch; sein Eingang befindet sich an der Ecke 29th Avenue und Wadsworth Boulevard.
Das Gebäude mit gotischen Details wurde 1926 von Charles A. Smith entworfen. Nach dem Scheitern seiner Firma im Jahr 1928 wurden die Architekten William und Arthur Fisher mit der Fortsetzung des Baus beauftragt. Der Zweite Weltkrieg führte zu weiteren Verzögerungen beim Bau des Gebäudes. Im Jahr 1948 wurde der Architekt John Monroe mit der Fertigstellung des Gebäudes beauftragt.

## Notiz
- National Register of Historic Places listings in Jefferson County, Colorado